# 国歌 (クウェート)
祖国の歌（アラビア語: النشيد الوطني, ラテン文字転写: An-Nashīd al-Waṭanī）は、クウェートの国歌である。詩人のAhmad Meshari Al-Adwaniが作詞し、Ibrahim Al-Soulaが作曲、Ahmad Aliが編曲をした。1978年2月25日に、1951年以来の国歌だったAmiri Saluteに代わって国歌に制定された。クウェートでは国歌はほとんど演奏されることはなく、特別に重大な行事の際に使用されるに過ぎない。 

## 歌詞

### 参考和訳
我が国クウェートよ 平静で栄光に満ちてあれ

常に幸を享受して在れ

コーラス：

我が国クウェートよ 平静で栄光に満ちてあれ

常に幸を享受して在れ

我が国クウェートよ 我が国クウェートよ

我が国クウェートよ 平静で栄光に満ちてあれ

1.

おお 歴史を書き刻んだ

祖先の生誕の地よ

それは融和が続く不滅の国を表し

そのアラブ人達は神聖であった

コーラス

2.

祖国に幸あれ 融和在りし故郷よ

衛兵に見守られし地よ

彼らに土地が与えられ

崇高なる歴史が築き上げられてきた

コーラス

3.

我らは我が国の為に身を捧げん

信念と忠誠に導かれ

首長は平等に 公平に我らを庇う

暖かき愛と真実によって

コーラス